# 양산수
양산수 이인경(楊山守 李仁慶, 1604년 ∼ 1675년)은 조선중기의 왕족으로 덕흥대원군의 증손이며, 종실 익성군 이향령(益城君 李享齡)의 8남이다.

## 생애
조선중기의 왕족으로 본관은 전주, 휘는 인경(仁慶), 자는 영언(永言), 호는 봉재랑(蓬齋郞)이다. 덕흥대원군의 증손이며, 선조의 백형 하원군의 손자이다. 아버지는 종실 익성군 이향령(益城君 李享齡)이고, 어머니는 양녀(良女) 응례(應禮)이다.
부인은 감역(監役) 함양인(咸陽氏) 여지길(呂趾吉)의 딸로 신인 함양여씨(愼人 咸陽呂氏)와 첨지(僉知) 봉화인(奉化人) 정대립(鄭大立)의 딸로 신인 봉화정씨(愼人 奉化鄭氏)이다.
익성군의 8남으로 갑진(甲辰) 1604년(선조 37) 1월 9일 탄생하였다. 초수 선휘대부(宣徽大夫) 양산수(楊山守)에 책봉되고, 1612년(광해 4) 대북파가 소북파를 제거하기 위해 일으킨 김직재 옥사(金直哉 獄事, 임자옥사) 때 이복형 진릉군 이태경(晋陵君 李泰慶)을 왕으로 추대하였다는 대북파 이이첨(李爾瞻)의 모함을 받아 이때 온 가족이 연좌되어 정배되고, 양산수는 나이가 어리다고, 바로 정배하지 않고, 성장한 후 정배하라 하였다.
 창선대부(彰善大夫)에 가자되고, 을묘(乙卯) 1675년(숙종 1) 1월 20일 향년 72세로 별세하여 경기도 김포시 월곶면 용강리 전록 건좌에 예장하였다.

## 가족관계
- 아버지 : 익성군 이향령(益城君 李享齡, 1566년 - 1614년)
- 어머니(계모) : 진주군부인 소씨(晋州郡夫人 蘇氏, 1566년 - 1648년), 군수(郡守) 진주인(晋州人) 소수(蘇遂)의 딸.
  - 이복형 : 진산군 이순경(晋山君 李順慶, 1584년 - 1643년)
  - 이복형 : 진천군 이희경(晋川君 李喜慶, 1591년 - 1664년)
  - 이복형 : 진릉군 이태경(晋陵君 李泰慶, 1594년 - 1612년)
  - 이복형 : 진평부정 이승경(晋平副正 李承慶, 1598년 - 1658년)
  - 이복형 : 이준경(李浚慶, 1600년 - ?년)
  - 이복형 : 진계부정 이윤경(晋溪副正 李潤慶, 1604년(1602년) - 1648년)
  - 이복누나 : 이영순(李英順, 1582년 - ?년), 전주인(全州人) 최래길(崔來吉)에게 출가.
  - 이복누나 : 이축순(李丑順, 1589년 - ?년), 해주인(海州人) 정대영(鄭大榮)에게 출가.
  - 이복누나 : 이정순(李貞順, 1592년 - ?년), 평산인(平山人) 신상급(申尙伋)에게 출가.
  - 이복여동생 : 이무순(李戊順, 1608년 - ?년), 연안인(延安人) 이동형(李東馨)에게 출가.
- 어머니(생모) : 양녀(良女) 응례(應禮)
  - 동복형 : 양평수 이득경(楊平守 李得慶, 1598년 - 1612년)
  - 동복동생 : 양릉수 이의경(楊陵守 李義慶, ?년 - ?년)
- 1부인 : 신인 함양여씨(愼人 咸陽呂氏, 1602년 - 1623년), 감역(監役) 함양인(咸陽氏) 여지길(呂趾吉)의 딸.
  - 아들(양자) : 이서한(李緖漢), 사촌동생 충흥령 이득길(忠興令 李得吉)의 2남.
- 2부인 : 신인 봉화정씨(愼人 奉化鄭氏, 1608년 - 1676년), 첨지(僉知) 봉화인(奉化人) 정대립(鄭大立)의 딸.